# Kenny Kirkland
Kenneth David „Kenny“ Kirkland (* 28. September 1955 in Brooklyn, New York; † 12. November 1998 in New York City) war ein US-amerikanischer Jazzpianist, Komponist und Synthesizerspieler.

## Leben und Wirken
Kirkland hatte vom sechsten Lebensjahr an Klavierunterricht und studierte klassisches Klavier und Musiktheorie an der Manhattan School of Music. Zum Jazz kam er durch Larry Willis von Blood, Sweat & Tears, Kenny Barron und Herbie Hancock. Er orientierte sich zunächst an den Pianisten diesseits des Bebop, um dann die Älteren wie Hank Jones zu studieren. Er arbeitete als Lehrer und war als Keyboarder in den Gruppen von Michał Urbaniak (1977), Miroslav Vitouš (First Meeting, 1979), Terumasa Hino, mit dem er mehrfach Japan bereiste, Don Alias (Stone Alliance) und Elvin Jones tätig. Von 1981 bis 1985 war er Mitglied der Band von Wynton Marsalis. 1985 spielte er mit Branford Marsalis bei Sting. Sie wirkten an dessen erstem Soloalbum The Dream of the Blue Turtles mit und nahmen an der anschließenden Welttournee teil, die in dem Dokumentarfilm Bring on the Night aufgezeichnet wurde. Danach war er Mitglied von Branford Marsalis’ eigener Band, mit der er mehrere Alben einspielte und war bei Kenny Garrett, David Sanborn und auf dem Debütalbum von Michael Brecker tätig. Weiterhin nahm er mit Sting die Alben Nothing Like the Sun (1987),The Soul Cages (1991) und "Mercury Falling" (1996) auf.
1990 spielte er den Soundtrack zum Film Mo’ Better Blues ein.
Kirkland veröffentlichte 1991 unter eigenem Namen das Album Kenny Kirkland mit prominenten Sidemen, gefolgt von Thunder And Rainbows. Er spielte ein modernes und rhythmisch interessantes Boppiano. Weiter war er an Aufnahmen von Jazzmusikern wie John Scofield, Chico Hamilton, Chico Freeman, David Liebman, Dewey Redman, Franco Ambrosetti, Charnett Moffett oder Carla Bley und jenseits des Jazz von Ben E. King, Taj Mahal und Angela Bofill beteiligt. Zwischen 1992 und 1994 gehörte er zur Band der Tonight Show, um danach wieder bei Branford Marsalis zu spielen.
Kirkland wurde am 13. November 1998 tot in seinem Apartment in Queens, New York aufgefunden. Die Todesumstände wurden nicht restlos geklärt: Die Behörden gehen von Drogenmissbrauch als Todesursache aus. Andererseits wurde ihm zuvor eine Herzkrankheit mit schlechter Prognose diagnostiziert, die auch als seine offizielle Todesursache erwähnt wird.

## Diskographische Hinweise
- Miroslav Vitous Group 1980
- Wynton Marsalis: Think of One 1983
- Wynton Marsalis: Black Codes (From the Underground) 1985
- Branford Marsalis: Royal Garden Blues, 1986
- Branford Marsalis: Renaissance 1987
- Branford Marsalis: Random Abstract 1988
- Branford Marsalis: Crazy People Music 1990
- Kenny Kirkland 1991
- Branford Marsalis: I Heard You Twice the First Time 1992
- Kenny Garrett: Black Hope 1992
- Thunder and Rainbows mit Charles Fambrough und Jeff Tain Watts, 1991 (Re-Issue 2004 unter dem Titel Megawatts)
- Kenny Garrett: Songbook 1997
- Branford Marsalis: Requiem 1998

## Lexigraphische Einträge
- Leonard Feather, Ira Gitler: The Biographical Encyclopedia of Jazz. Oxford University Press, New York 1999, ISBN 0-19-532000-X.
- Wolf Kampmann (Hrsg.), unter Mitarbeit von Ekkehard Jost: Reclams Jazzlexikon. Reclam, Stuttgart 2003, ISBN 3-15-010528-5.
- Martin Kunzler: Jazz-Lexikon. Band 1: A–L (= rororo-Sachbuch. Bd. 16512). 2. Auflage. Rowohlt, Reinbek bei Hamburg 2004, ISBN 3-499-16512-0.